# فوساتو سرالتا
فوساتو سرالتا (به ایتالیایی: Fossato Serralta) یک کومونه در ایتالیا است که در استان کاتانزارو واقع شده‌است.

## خصوصیات
فوساتو سرالتا ۱۲ کیلومترمربع مساحت و ۵۹۹ نفر جمعیت دارد و ۷۲۲ متر بالاتر از سطح دریا واقع شده‌است.